# Fille d'artistes
Pour plus de détails, voir Fiche technique et Distribution.
Fille d'artistes (Nobody's Darling) est un film américain réalisé par Anthony Mann, sorti en 1943.

## Synopsis
Janie Farnsworth est étudiante à la Pennington High School, un pensionnat chic pour les enfants des artistes d'Hollywood. Elle aime Charles Grant Jr., l'auteur et le producteur de la pièce de fin d'année, mais Chuck pense qu'elle n'a pas assez de talent pour avoir le rôle. De plus, ses parents sont Curtis Farnsworth et Eve Hawthorne, un couple célèbre d'acteurs qui ont fait plus attention à leur carrière qu'à leur fille...
Finalement, elle aura le rôle dans la pièce et l'amour de Chuck, et leurs parents respectifs apprécieront leur talent.

## Fiche technique
- Titre français : Fille d'artistes[1]
- Titre original : Nobody's Darling
- Réalisation : Anthony Mann
- Scénario : Olive Cooper
- Direction artistique : Russell Kimball
- Décors : Otto Siegel
- Costumes : Adele Palmer
- Photographie : Jack A. Marta
- Son : Dick Tyler Sr.
- Montage : Ernest J. Nims
- Musique : Marlin Skiles
- Direction musicale : Walter Scharf
- Chorégraphie : Nick Castle
- Production : Harry Grey
- Société de production : Republic Pictures
- Société de distribution : Republic Pictures
- Pays d’origine :  États-Unis
- Langue originale : anglais
- Format : noir et blanc — 35 mm — 1,37:1 — son Mono (RCA Sound System)
- Genre : Film musical
- Durée : 71 minutes
- Dates de sortie : 
  - États-Unis : 27 août 1943
  - France : 27 juillet 1945[1]

## Distribution
- Mary Lee : Jane Farnsworth
- Louis Calhern : Curtis Farnsworth
- Gladys George : Eve Hawthorne
- Jackie Moran : Charles Grant, junior
- Lee Patrick : Mademoiselle Pennington
- Bennie Bartlett (en) : Julius
- Marcia Mae Jones : Lois
- Roberta Smith : Texas Gleason
- Lloyd Corrigan : Charles Grant, senior
- Jonathan Hale : Jason Rhodes
- Sylvia Field : Mademoiselle Campbell
- Billy Dawson : Jerry Hoke
- Beverly Boyd : Corabelle Fiefield
- Betty Jean Hainey : Dolly
- Pat Bishop (en) : l'annonceur
- Billy Benedict (en) : Sammy
- Irene Tedrow : Julia Rhodes

## Bande originale
- "It Had to Be You" : musique d'Isham Jones, paroles de Gus Kahn
- "Blow, Gabriel, Blow" : musique et paroles de Cole Porter
- "On the Sunny Side of the Street" : musique de Jimmy McHugh, paroles de Dorothy Fields
- "I'm Always Chasing Rainbows" : musique de Harry Carroll (en), paroles de Joseph McCarthy
- "Row, Row, Row Your Boat" : paroles et musique de E. O. Lyte (en)